# لوك دوبي
لوك دوبي (بالإنجليزية: Luke Dobie)‏ هو لاعب كرة قدم بريطاني، ولد في 7 أكتوبر 1992 في Ormskirk ‏ في المملكة المتحدة. لعب مع نادي أكرينغتون ستانلي ونادي بريستول سيتي ونادي ميدلزبره وويغان أتلتيك.

## وصلات خارجية
- لوك دوبي على موقع قاعدة بيانات كرة القدم.إي يو (الإنجليزية)
- لوك دوبي على موقع Soccerbase.com (لاعب) (الإنجليزية)
- لوك دوبي على موقع Soccerway.com (الإنجليزية)